# سبچوو
سبچوو (به صربی: Sebečevo) یک منطقهٔ مسکونی در صربستان است که در نووی پازار واقع شده‌است.